# Алексия Нидерландская
Её Королевское Высочество Алексия, принцесса Нидерландов и принцесса Оранско-Нассауская (нидерл. Prinses Alexia, prinses der Nederlanden, prinses van Oranje-Nassau; род. 26 июня 2005 года, Гаага) — вторая дочь короля Нидерландов Виллема Александра и королевы Максимы, внучка принцессы Беатрикс.

## Биография
Принцесса Алексия Юлиана Марсела Лаурентин родилась 26 июня 2005 года в госпитале Броново в Гааге, Нидерланды.
У принцессы Алексии есть две сестры — старшая сестра принцесса Оранская Катарина-Амалия, которая родилась 7 декабря 2003 года и младшая сестра принцесса Ариана, которая родилась 10 апреля 2007 года.
Крестины принцессы Алексии состоялись 19 ноября 2005 года в Гааге. Среди её крестных родителей: принц Фризо, средний сын принцессы Беатрикс и дядя принцессы Алексии, Хорхе Соррегиета (отец королевы Максимы), королева Бельгии Матильда, достопочтенный Франс Фердинанд де Бофорт (нидерл. Jonkheer Frans Ferdinand de Beaufort) и достопочтенная Александра Янкових де Есенисе (нидерл. Jonkvrouw Alexandra Jankovich de Jeszenice).
Её официальные имена:
- Алексия — в честь своего отца короля Виллема Александра;
- Юлиана  — в честь своей прабабушки королевы Юлианы;
- Марсела — в честь тёти её матери и крёстной матери королевы Максимы Марселы Черутти;
- Лаурентин — в честь её тёти принцессы Лаурентин[6].

### Образование
29 июня 2009 года Алексия начала обучение в государственной школе Bloemcampschool, Вассенаар. В первый класс начальной школы в Нидерландах принимают детей, когда им исполняется 4 года. При этом дети идут в школу не в начале учебного года, а сразу же после своего дня рождения. Несмотря на голландскую традицию, она пошла в школу только спустя три дня после своего дня рождения.
С августа 2017 по 2021 гг. обучалась в Христианской гимназии Соргвлит в Гааге.
В августе 2021 года стала студенткой United World Colleges, в Уэльсе, где учился её отец. Летом 2023 года закончила United World Colleges и получила диплом Международного бакалавриата.

### Госпитализация
В феврале 2016 года, во время семейного лыжного отдыха с семьей в Лехе, Алексия сломала ногу во время неудачного спуска с горы. Первая операция была сделана сразу же после получения травмы в больнице города Инсбрука, куда ребёнок был доставлен на вертолете. Операция прошла без каких-либо осложнений и после неё принцесса быстро пошла на поправку. Вторая операция была произведена в сентябре 2016 года, поскольку потребовалось извлечение пластин и нескольких винтов, которые были внедрены для заживления правого бедра. Вместе с родителями и двумя своими сестрами присутствовала во время Летних Олимпийских играх 2016 года в Рио-де-Жанейро, где поддерживали национальную сборную Нидерландов.

### Титулы, награды, упоминания
При рождении она получила титул Её королевское Высочество принцесса Нидерландов и принцесса Оранско-Нассауская. Принцесса Алексия занимает второе место в линии наследования престола Нидерландов (после старшей сестры Катарины-Амалии).
В её честь была переименована самая большая ветряная станция на суше, которая расположена в Зеволде, провинция Флеволанд. Прежнее название «Zuidlob Wind Farm» было заменено на «Princess Alexia Wind Farm».

### Интересы и увлечения
Принцесса Алексия увлекается балетом и верховой ездой, играет в хоккей и теннис, поет и играет на гитаре. Владеет голландским (нидерландским) и английским языками, а также немного говорит на испанском.